# Ekologie (Strohalm tijdschrift over milieu en maatschappij)
Ekologie. Strohalm tijdschrift over milieu en maatschappij was een tijdschrift dat verscheen van 1978 tot 1985, waarin een breed scala van milieuvraagstukken werd besproken vanuit een kritisch perspectief. Het werd door de redactie zelf in 1978 aangeduid als "een nieuw, krities milieutijdschrift" en later, in het twintigste nummer (1983), als "een kritische serie over milieu en maatschappij".
Ekologie werd in 1978 gestart als een gezamenlijk project van de Ekologische Uitgeverij en Aktie Strohalm. De redactie en administratie waren aanvankelijk gevestigd op het adres van de Ekologische Uitgeverij in Amsterdam. In het vijfde nummer van het tijdschrift werd gemeld dat de kernredactie werd gevormd door Jan van Arkel en Pieter Schroevers, en dat de Strohalm-groep als zodanig de redactionele eindverantwoordelijkheid had. Bart Nederbragt, Hein Brijker en Hans van Teijlingen maakten ook deel uit van de redactie. Vanaf nummer 15 (1981) werd het tijdschrift uitgegeven door de Stichting Ekologie, aanvankelijk gevestigd in Amsterdam, later in Utrecht.
Bij de start van het tijdschrift bestond er een ambitieus uitgave-programma. In 1978 en 1979 zouden acht nummers verschijnen, maar nr. 8 verscheen pas in februari 1980 en hoewel voor 1980 zes nummers gepland waren, verscheen het driedubbelnummer 12/13/14 pas in 1981. Bij het verschijnen van nr. 19, in april 1983, meldt de redactie dat dit eigenlijk nog het eerste nummer van jaargang 1982 (nr. 19 t/m 22) is. Vanaf dat moment verschijnt er elk kwartaal een nummer, of per halfjaar een dubbelnummer. Het laatste (dubbel-)nummer is nr. 26/27: 4e kwartaal 1984 / 1e kwartaal 1985.
De eerste tien nummers telden steeds ongeveer 60-70 pagina's. Daarna werd het beeld onregelmatiger. nr. 11 had 100 pagina's. Het driedubbelnummer 12/13/14 had er 168. de nummers 15, 16 en 17/18 resp. 88, 80 en 168. Nr. 19 telde 96 pagina's en nr. 20 had er 88. Het dubbelnummer 21/22 was met 240 bladzijden het omvangrijkst. Daarna volgden drie nummers met resp. 120, 96 en 56 pagina's en het laatste dubbelnummer telde 220 bladzijden.

## 1/2/3: Laura Conti
De eerste drie nummers waren nagenoeg geheel gevuld met een algemene inleiding op het milieuvraagstuk van de hand van de Italiaanse schrijfster Laura Conti – Wat is ekologie? – Kapitaal, arbeid en milieu. Het eerste deel droeg de titel 'Water'. Het tweede deel had als onderwerp 'Energie en grondstoffen' terwijl het derde nummer 'Landbouw, voedsel, bevolking' als thema had.
De teksten werden vertaald en bewerkt door Red Rikken. In het derde nummer werd aangekondigd dat Pieter Schroevers kritische kanttekeningen wilde plaatsen. Die werden opgenomen in het vijfde nummer.
In het tweede nummer van Ekologie werd bovendien begonnen "Iets over Aktie Strohalm" te melden. Van de belofte, om de tekst te vervolgen in het derde nummer kwam niets, door "ruimtegebrek".

## 4: Kernenergie
Het vierde nummer ging geheel over kernenergie. Dit nummer zou in 1980 in een bijgewerkte herdruk opnieuw verschijnen. In 1982 verscheen een "vervolg"-deeltje 'Kernenergie – plutoniumekonomie / afvaldumping / UCN'

## 5: Luchtvervuiling
Het grootste deel van het vijfde nummer werd in beslag genomen door Blauwe hemel boven de industriesteden – gezichtsbedrog (naar een kritiek op de strategie van de technologische symptoombestrijding), oorspronkelijk (in het Duits) geschreven door Martin Jänicke, hoogleraar politicologie aan de Vrije Universiteit Berlijn.
Daarnaast werden in dit vijfde nummer van Ekologie ook dossiers gewijd aan zwaveldioxide, fotochemische smog, "kankerhaarden" in Nederland, benzeen en pcb.
Ten slotte reageerde Pieter Schroevers in dit nummer op de politieke stellingname van Laura Conti in de eerste drie nummers van Ekologie.

## 6: Japan
Het zesde nummer van Ekologie was geheel gewijd aan het "voorbeeld Japan". Het behandelde de problemen van de moderne industriestaat, aan de hand van twee artikelen van Kenichi Miyamoto, hoogleraar economische geografie aan de universiteit van Osaka. In Japan deden zich ernstige milieurampen voor; daarvan is de Minamataramp een van de bekendste. In Japan was ook veel verzet tegen milieubedreigende activiteiten. Een voorbeeld daarvan was de strijd van boeren tegen de aanleg van het nieuwe vliegveld van Tokio, luchthaven Narita. Ook was Japan een voorloper in de ontwikkeling van milieutechnologie: het opbouwen van een industrieel complex ter bestrijding van (veelal door de industrie veroorzaakte) milieuproblemen. Een dergelijke aanpak werd door de redactie van Ekologie als "uitzichtloos" bestempeld.
Het nummer werd geïllustreerd met afbeeldingen uit een stripverhaal over een boerenfamilie die aan de rand van Hiroshima leefden. Daarnaast bevat het nummer foto's over de strijd om Narita van Fukushima Kikujiro en foto's van de slachtoffers van de Minamataziekte door W. Eugen Smith.

## 7: West Suriname
In het zevende nummer kwam het probleem van het verdwijnen van het tropisch regenwoud aan de orde, aan de hand van het voorbeeld van het West-Surinameplan. Henk van Arkel en Joke Oosterhuis redigeerden 'Uitverkoop van de tropische natuur'.

## 8: Zonne-energiemaatschappij
Het achtste nummer bevat een (bewerkte) vertaling van twee hoofdstukken uit een boek van Barry Commoner over de toepassing van zonne-energie op grote schaal.
Bram van der Lek schrijft in hetzelfde nummer een kritische beschouwing over de tekst van Commoner, onder de titel 'Wat voor kansen heeft de "zachte" koers?'

## 9: Natuur
In het negende nummer van Ekologie schrijft de bioloog Pieter Schroevers onder de titel 'De Natuur wordt steeds armoediger', over de drastische achteruitgang van het aantal soorten planten en dieren in de Nederlandse natuur. Hij probeert een "biologies kwaliteitsbegrip" te ontwikkelen, dat aansluit bij ontwikkelingen die in die tijd gaande waren in de landschapsecologie.

## 10/11: Chemische risiko's
De nummers 10 en 11 behandelen de risico's van chemisch afval. In het eerste deel wordt een aantal voorbeelden gegeven van ernstige ongelukken in binnen- en buitenland met chemisch afval, zoals de Sevesoramp in 1976, de problemen bij GE Plastics in Bergen op Zoom in 1977 en de giframp bij Lekkerkerk in 1980. In Ekologie 10 komen ook de gezondheidseffecten van chemische stoffen aan de orde, vooral het gevaar voor kanker.
In 'Chemische risiko's, deel 2' worden de ecologische gevolgen van chemisch afval behandeld (lucht-, water- en bodemvervuiling). Ook bevat dit deeltje een hoofdstuk over veiligheidsrisico's. Lucas Reijnders schrijft over 'Explosies en branden in de chemie'. Verder in dit deeltje een hoofdstuk over (ongelukken met) LPG. Vervolgens komt het beleid inzake chemisch afval en milieugevaarlijke stoffen aan de orde en komt de vraag aan de orde naar de maatregelen die nodig zijn.
Achterin Ekologie 11 geeft Herman Damveld een update over kernenergie.

## 12/13/14: Milieupolitiek
Het driedubbeldikke nummer 12, 13 en 14 was geheel gewijd aan milieupolitiek.
Het nummer begint met 'Het eindige milieu en de oneindige groei. Over het gebruik van de ellendespiraal,' door Aktie Strohalm. "Ellendespiralen" werden in de benadering van Strohalm gebruikt om zichtbaar te maken dat oplossingen voor negatieve maatschappelijke ontwikkelingen op langere termijn het probleem versterken en kunnen leiden tot nieuwe problemen op andere terreinen.
Het artikel wordt gevolgd door een interview met Willem Hoogendijk, die al vanaf de start actief was binnen Aktie Strohalm.
Van Martin Jänicke, die ook al een bijdrage leverde aan Ekologie nr. 5, staat in dit nummer een (vertaald) artikel over 'Milieupolitiek in het kapitalistische industriesysteem. Een probleemschets bij wijze van inleiding'.
William Leiss, hoogleraar politicologie in Toronto (Canada) schreef een boek waarvan het artikel 'Grenzen aan de bevrediging. Over behoeften, konsumptiegoederen en de onderwerping van de natuur' een samenvatting en vertaling is.

## 15: Kernenergie in België en Nederland
Het vijftiende nummer van Ekologie was, net als het vierde, geheel gewijd aan kernenergie en de acties van de antikernenergiebeweging.
Het bevat artikelen van Wim Kersten ('België wereldkampioen atoomstroom'), Jan van Arkel ('Borssele sluitstuk' en 'Kalkar: kostbaar en nog helemaal niet snel'), Hans Vollaard ('Wie sluit Dodewaard'), Herman Damveld ('Opwerkingskontrakten, of: op weg naar de atoomstaat'), Els Duin ('Afvalopslag in Ahaus') en Erik Gijsbers ('Giroblauw, of: de thuisbankier slaat terug').

## 16: Chips
In nummer 16 van Ekologie wordt het thema micro-elektronica aan de orde gesteld. De redactie spreekt in het voorwoord het vermoeden uit dat "de ontwikkeling en toepassing van mikro-elektronica (…) het aanzicht en misschien ook de inhoud van de maatschappij in de toekomst sterk mede (zal) bepalen. Het kan de oorzaken van de milieuvervuiling versterken of verzwakken. Het is daarom goed hiervan zo vroeg mogelijk kennis te nemen. 
Er zou nu al een maatschappelijke diskussie over gevoerd moeten worden. Deze zou moeten leiden tot principiële keuzen en wellicht revolutionaire maatregelen. Dan kan het goede, dat de mikro-elektronika zeker in zich draagt, benut worden voor de behoeften die er in de maatschappij leven."
Om de discussie aan te zwengelen wordt een samenvatting, resp. vertaling geboden van een rapport van het Worldwatch Institute door Colin Norman. Daarnaast bevat dit nummer van Ekologie een artikel over 'gevolgen de mikro-elektronische revolutie' door enkele leden van Aktie Strohalm.

## 17/18: Natuur en landbouw
Ekologie 17/18 was een dubbelnummer over 'Natuur en landbouw. Werken door een tegenstelling heen'. Het werd geschreven door de Landbouwgroep Strohalm, die op het moment van schrijven al bijna 10 jaar lang in gesprek was met boeren uit het Kromme Rijngebied. In het eerste deel van het nummer wordt uitgebreid beschreven hoe de Landbouwgroep Strohalm is ontstaan, hoe ze in contact kwamen met de Katholieke Plattelands Jongeren (KPJ) in het Kromme Rijngebied en met het Agrarisch Jongeren Kontakt aldaar. De ontwikkeling van de boerenorganisaties wordt beschreven, die van de natuurbescherming, en van de samenwerking (en spanningen) tussen die twee.
In het tweede deel komen een aantal thema's aan de orde, die in de landbouw spelen en die het conflict tussen boeren en natuurbeschermers bepalen: de melkprijs en de zuivelpolitiek, ruilverkaveling en beheersovereenkomsten, energie, verstedelijking en platteland, ecologie van de landbouw en milieuvriendelijke landbouw.

## 19: Moedermelk
In het negentiende nummer van Ekologie gaat de aandacht uit naar moedermelk. Een werkgroep van Strohalm vertaalde en bewerkte een oorspronkelijk in het Duits geschreven artikel van Elke Pröstler. Ze beschrijft de voordelen van moedermelk, maar wijst ook op de gevaren, die vooral worden veroorzaakt door chemische stoffen in de moedermelk, bijvoorbeeld gechloreerde koolwaterstoffen, afkomstig van bestrijdingsmiddelen, die in het voedsel terecht komen.

## 20: Duinen
Ekologie  20 is geheel gewijd aan de (Nederlandse) duinen. Dit nummer verscheen onder auspiciën van de Stichting Duinbehoud. Na een korte schets van de wordingsgeschiedenis van de Nederlandse duinen wordt het leven in de duinen onder de aandacht gebracht. Dat gebeurt in de vorm van een wandeling van het strand, door de eerste duinenrij, de primaire duinvalleien, het open duin en de secundaire duinvalleien naar de binnenduinbossen. Vervolgens komen de verliezen en bedreigingen van de duinen aan de orde.
In 1990 en in 2000 gaf de Stichting Duinbehoud een vernieuwde versie van dit nummer uit onder de titel Duinen. Levend landschap.

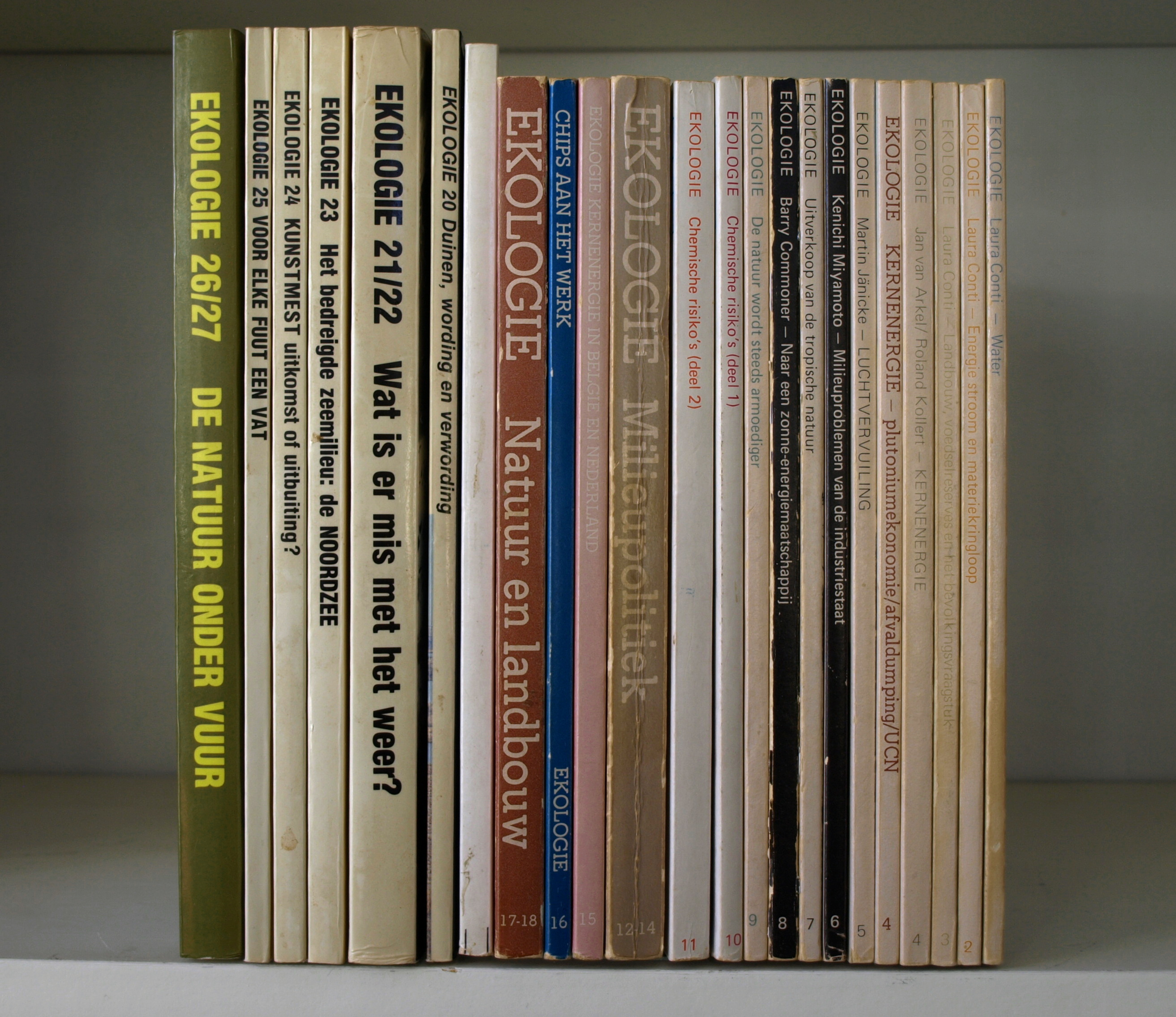

## 21/22: Klimaatverandering
Het dubbelnummer 21/22 was het dikste nummer van Ekologie dat is verschenen. Het telde 240 pagina's, en het ging over klimaatverandering. Onder de titel 'Wat is er mis met het weer ? Broeikaseffect of nieuwe ijstijd?' bespreekt Jan van Arkel uitgebreid de veranderingen die zich voltrekken in het klimaat op aarde. De tekst biedt een beeld van de stand van kennis op het terrein van het klimaat rond 1983. De vraagstelling is op dat moment of er een nieuwe ijstijd aankomt, of dat het broeikaseffect voor een opwarming van de aarde zal zorgen. De stelling is dat er nog niet voldoende kennis is om een redelijk betrouwbaar model van het wereldklimaat op te stellen, maar dat de kennis snel toeneemt en dat het gebruik van computers de resultaten van wetenschappelijk onderzoek zal verbeteren. In de tekst klinken al veel waarschuwingen door waar het gaat om menselijke beïnvloeding van het klimaat. Niet alleen de verhoging van het kooldioxidegehalte van de atmosfeer – onder andere door het grootschalig kappen van bossen (tropische regenwouden) en door het grootschalige gebruik van fossiele brandstoffen –, maar ook het omleggen van rivieren in de toenmalige Sovjet-Unie, de aantasting van de ozonlaag en nucleaire proefnemingen komen aan de orde.
Eerst wordt in vogelvlucht een beeld geschetst van de geschiedenis van het weer op aarde, waarbij ingezoomd wordt op de laatste tijd. Dan worden de natuurlijke elementen die het klimaat beïnvloeden behandeld en vervolgens de "menselijke" factoren. Ten slotte komen de gevolgen van een kouder of warmer wordend klimaat aan de orde en de vraag wat er aan te doen is.

## 23: De Noordzee
Ekologie 23 had als thema 'Het bedreigde zeemilieu. De Noordzee'.
Leden van de Werkgroep Noordzee schetsten een beeld van wat er op de zee gebeurt, en welke bedreigingen er bestaan, toegespitst op de Noordzee. Eerst wordt in een kort overzicht gekeken naar de oceanen. Daarna wordt ingezoomd op de natuurlijke gesteldheid van de Noordzee. In het kort wordt iets gemeld over het zeerecht. Het grootste deel van dit nummer van Ekologie is gewijd aan de vervuiling van de Noordzee en de oorzaken daarvan. Aan het slot van het nummer wordt het Nederlandse beleid met betrekking tot de Noordzee besproken en worden conclusies en aanbevelingen geformuleerd.

## 24: Kunstmest
Onder de titel 'Kunstmest: uitkomst of uitbuiting?' wordt in Ekologie 24 een kritische analyse gegeven van de Nederlandse "kunstmesthulp" aan derdewereldlanden. Meine van Noordwijk en Jan Nijsten, leden van de Kontaktgroep Nederlandse Vrijwilligers, beschrijven, met medewerking van diverse anderen, de verschillende aspecten van kunstmest en ontwikkelingswerk. Het belang van de grote kunstmestproducenten wordt besproken en het feit dat "kunstmesthulp" 10 procent van de ontwikkelingshulp door Nederland vormt. Op grond van ervaringen in diverse ontwikkelingslanden, zoals Nepal, Boven-Volta, Niger en Botswana wordt geconcludeerd dat met kunstmest een westerse oplossing voor landbouwproblemen wordt geëxporteerd, die plaatselijke oplossingen verdringt.

## 25: Milieubeleid
Ekologie 25 droeg als titel 'Voor elke fuut een vat. Tussen misleiding en een goed milieubeleid.' De aanleiding tot dit nummer was een artikel van Edward Goldsmith in The Ecologist van nov./dec. 1979 onder de titel 'Can we control pollution?' Daarin concludeerde hij dat alleen een ernstige economische ramp het milieu nog kon redden. Aanvankelijk was de bedoeling een integrale vertaling van het artikel te maken, maar bij nader inzien werd besloten dat Bert Nederbracht een eigen tekst zou schrijven, gedeeltelijk gebaseerd op de door Goldsmith aangedragen ideeën. De titel was geïnspireerd door de afbeelding op de envelop waarmee de provincie Utrecht de acceptgirokaarten voor de zuiveringsheffing verstuurde. De afgebeelde fuut moest suggereren dat het betalen van 'milieubelasting' leidde tot meer futen op de Nederlandse wateren. Daartegenover stond dan het storten, lozen of opslaan van chemisch afval in vaten.
Het artikel heeft drie hoofdstukken. Het eerst gaat over milieunormen. In het tweede wordt geconstateerd dat absoluut veilige methoden voor opslag en verwerking van gevaarlijke chemische stoffen niet bestaan, zeker niet op langere termijn. Daarom wordt in het laatste hoofdstuk het enige wenselijke alternatief geformuleerd: vermindering van de productie van verontreinigende chemische verbindingen.

## 26/27: Militaire activiteiten
Het laatste nummer Ekologie was het dubbelnummer 26/27 (4e kwartaal 1984/1e kwartaal 1985). Het ging over de milieu-effecten van militaire activiteiten. In dit 220 pagina's dikke dubbelnummer werden de problemen op het raakvlak van milieu en militaire activiteiten aangeroerd. Problemen die, aldus de schrijvers, zowel in de milieu- en natuurbeschermingsbeweging als in de vredesbeweging vrijwel consequent onaangeroerd bleven.
Na een introductie, waarin het kader geschetst wordt waarin militaire activiteiten in Nederland plaatsvinden, en waarin aan de hand van buitenlandse voorbeelden een globale indruk wordt geven van verschillende soorten militaire milieu-activiteiten, wordt in acht hoofdstukken geprobeerd een zo volledig mogelijk beeld te schetsen van de milieugevolgen van militaire activiteit in Nederland. Dan gaat het om: militaire productie, energiegebruik en ruimtebeslag, om landmachtoefeningen en de aanleg van militaire terreinen, om de hinder van geluid en explosieven, om NAVO-manoeuvres in Duitsland, om ongelukken bij defensie, om gasgebruik bij relbestrijding en ten slotte om civiele verdediging. In het voorlaatste hoofdstuk worden de visies weergegeven die binnen de milieubeweging bestaan ten aanzien van het thema. In het laatste hoofdstuk worden aanzetten tot een verdere discussie gegeven.